# گلیفادا، کورفو
گلیفادا (به یونانی: Γλυφάδα) روستایی توریستی در جزیره کورفو در غرب کشور یونان است جمعیت در سال ۲۰۱۱، ۳۲۴ نفر بوده‌است.

## جمعیت
| ۱۹۹۱ | ۲۰۰۱ | ۲۰۱۱ |
| ---- | ---- | ---- |
| ۵    | ۲۶   | ۳۲۴  |